# فيلي ديسغاردين
فيلي ديسغاردين هو لاعب هوكي الجليد كندي، ولد في 11 فبراير 1957 في Climax, Saskatchewan ‏ في كندا.

## وصلات خارجية
- فيلي ديسغاردين على موقع EliteProspects.com (الإنجليزية)
- فيلي ديسغاردين على موقع HockeyDB.com (الإنجليزية)
- فيلي ديسغاردين على موقع أوليمبيديا (الإنجليزية)